# Retxnoi
Retxnoi (en rus: Речной) és un poble (un possiólok) de l'óblast de Rostov, a Rússia, segons el cens rus del 2010 tenia 5 habitants. Pertany al districte de Zernograd.